# Фонтено
Фонтѐно (на италиански: Fonteno; на ломбардски: Fontè, Фонте) е село и община в Северна Италия, провинция Бергамо, регион Ломбардия. Разположено е на 606 m надморска височина. Населението на общината е 624 души (към 2017 г.).